# Hebertyści
Hebertyści (fr. hébertistes) – nieformalny, najradykalniejszy odłam deputowanych klubu kordelierów z czasów rewolucji francuskiej, skupiony wokół pisma Heberta – Le père Duchesne. Rywalizowali ze wściekłymi o poparcie sankiulotów.
Opowiadali się za pełną równością społeczną, dechrystianizacją, eksportem rewolucji poza granice Francji, regulacją cen, wysokimi podatkami dla bogatych, zgilotynowaniem wszystkich „śmiertelnych wrogów Francji” (tj. głównie żyrondystów) i prowadzeniem „terroru do ostateczności”. Po śmierci Marata uważali się za jego ideologicznych spadkobierców. Oskarżeni przez jakobinów i dantonistów o demoralizację społeczeństwa i zdradę kraju, zostali w marcu 1794 roku skazani na śmierć i zgilotynowani. Przywódcą stronnictwa był Jacques-René Hébert, od którego nazwiska wzięło ono nazwę. Obok niego czołowymi działaczami byli Pierre-Gaspard Chaumette i Antoine-François Momoro.